# Parti pour la protection des animaux du Canada
 (septembre 2019).
Si vous disposez d'ouvrages ou d'articles de référence ou si vous connaissez des sites web de qualité traitant du thème abordé ici, merci de compléter l'article en donnant les références utiles à sa vérifiabilité et en les liant à la section « Notes et références ».

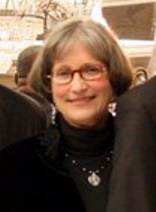
Liz White en 2008.

Le Parti pour la protection des animaux du Canada est un parti politique fédéral canadien, autrefois connu sous le nom d'Animal Alliance Environment Voters Party of Canada. Il a été enregistré le 10 décembre 2005. Sa cheffe actuelle est Liz White (en).

## Idéologie
Le parti prône une politique écologique et animaliste.
Dans le passé, les deux organisations dont le parti est issu ont lutté contre la chasse aux phoques à Terre-Neuve-et-Labrador. Le parti s'oppose également à l'élevage des animaux à fourrure, à la pose de pièges et à la chasse à l'ours.

## Résultats
| Élections | # de candidats | # de voix | % des voix |
| 2006      | 1              | 72        | 0 %        |
| 2008      | 4              | 527       | 0,004 %    |
| 2011      | 7              | 1344      | 0,01 %     |
| 2015      | 8              | 1761      | 0,01 %     |
| 2019      | 17             | 4407      | 0.025 %    |